# Punta Cerda
Punta Cerda är en udde i Antarktis. Den ligger på Chionis Island i Sydshetlandsöarna. Argentina, Chile och Storbritannien gör anspråk på området.
Terrängen inåt land är kuperad. Havet är nära Punta Cerda österut. Trakten är obefolkad. Det finns inga samhällen i närheten.